# Burst suppression

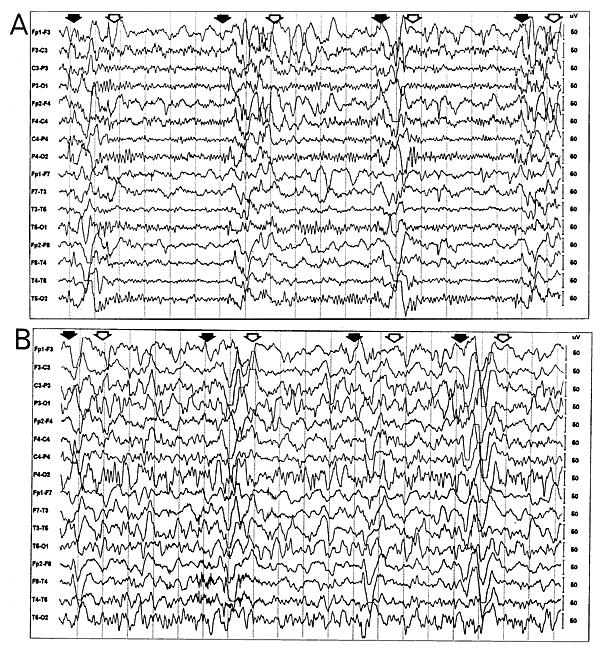
Électroencéphalogramme (EEG) montrant des schémas de burst suppression. Le début du phénomème est indiqué par des flèches pleines ; leur fin par des flèches vides. Dans les sections A et B, l'intervalle entre chaque ligne pointillée verticale est d'une seconde.

Le burst suppression (plus rarement appelé suppression-burst en français) est un phénomène électroencéphalographique (EEG) caractérisé par des périodes d'activité électrique à haut voltage alternant avec des périodes d'inactivité cérébrale. Ce phénomène est observé chez les patients présentant des états cérébraux inactivés, par exemple après une anesthésie générale, un coma ou une hypothermie. Il peut être physiologique, cela se produit au cours du développement précoce, ou pathologique, comme dans des maladies comme le syndrome d'Ohtahara.

## Histoire
Le burst suppression a été observé pour la première fois par Derbyshire et al. alors qu'ils étudiaient les effets des anesthésiques sur le cortex cérébral félin en 1936. Les chercheurs ont remarqué une activité électrique mixte lente et rapide avec une amplitude décroissante à mesure que l'anesthésie s'approfondissait. En 1948, Swank et Watson ont inventé le terme « burst suppression » pour décrire l'alternance de pics et de lignes plates dans l'activité électrique en anesthésie profonde. Ce n'est qu'après le début des années 1960 que ce concept a commencé à être utilisé dans les milieux médicaux ; il avait été principalement observé dans des études animales et des psychochirurgies.

## Mécanisme physiologique
Un article publié en 2023 a montré que les burst suppression et l'épilepsie pourraient partager le même mécanisme de couplage éphaptique. Lorsque le contrôle inhibiteur est suffisamment faible, comme dans le cas de certains agents anesthésiques tels que le sévoflurane (en raison d'une diminution de la décharge des interneurones), les champs électriques sont capables de recruter des cellules voisines pour qu'elles se déclenchent de manière synchrone, selon un modèle de burst suppression. 

## Caractéristiques
Le schéma pseudo-rythmique de burst suppression est dicté par la déplétion du calcium extracellulaire et la capacité des neurones à restaurer la concentration. Les bursts s'accompagnent d'une déplétion des ions calcium corticaux extracellulaires à des niveaux qui inhibent la transmission synaptique, ce qui conduit à des périodes de suppressions. Pendant la suppression, les pompes neuronales rétablissent les concentrations d'ions calcium à des niveaux normaux, soumettant ainsi le cortex à nouveau au processus. À mesure que le cerveau devient plus inactif, les périodes de bursts deviennent plus courtes et les périodes de suppression plus longues. Le raccourcissement des bouffées et l'allongement de la suppression sont causés par l'incapacité du système nerveux central à réguler correctement les niveaux de calcium en raison de l'augmentation de la perméabilité hémato-encéphalique.

## Électrophysiologie
Les burst suppression sont identifiables sur les lectures EEG par leur amplitude élevée (75-250 μV), généralement une courte période de 1 à 10 secondes, et ont des plages de fréquences de 0 à 4 Hz ( δ ) et 4–7 Hz ( θ ). Les épisodes de suppression sont identifiables par leur faible amplitude (< 5 μV) et leur période généralement longue (> 10 s). 
Les enregistrements EEG de burst-suppression diffèrent entre les adultes et les nouveau-nés en raison des diverses fluctuations de modèle trouvées dans l'EEG des nouveau-nés. Ces fluctuations, ainsi que les changements soudains dans la décharge neuronale synchrone, sont causés par le développement du cerveau du nouveau-né. Les bursts suppressions se produisent également spontanément pendant le développement néonatal.
{\displaystyle p_{i}={\frac {e^{x_{i}}}{1+e^{x_{i}}}},}
BSR = (temps total de suppression/longueur de la durée de référence) × 100 %, où x i est l'état de suppression du cerveau à l'instant i Δ, avec Δ représentant les intervalles d'analyse et les plages sur tous les nombres réels.

## Avantages cliniques
Étant donné que le burst suppression est caractéristique des cerveaux inactivés, il peut être utilisé comme marqueur du niveau de coma d'un patient, la persistance de ce phénomène étant généralement associée à un mauvais pronostic. Il convient toutefois de noter qu'il existe des preuves reliant la suppression des bursts induite par la sédation à des résultats positifs chez les patients se remettant d'un coma après un traumatisme crânien, ce qui suggère un effet neuroprotecteur. Lorsqu'on induit le coma pour protéger le cerveau après un traumatisme, le modèle contribue à maintenir le niveau de coma nécessaire pour qu'aucun dommage supplémentaire ne survienne au cerveau. Ce modèle est également utilisé pour tester la capacité des agents anesthésiques d'éveil à induire la sortie du coma. Le modèle de suppression des bouffées peut également être utilisé pour suivre l'entrée et la sortie de l'hypothermie.
La surveillance du taux de burst suppression aide le personnel médical à ajuster l'intensité de la suppression induite à des fins thérapeutiques. Cependant, le personnel médical se contente actuellement d'une surveillance visuelle de l'EEG et d'une évaluation arbitraire de la profondeur de la suppression. L'évaluation du signal EEG pour les burst suppression est généralement manuelle, controlée par le débit de perfusion de l'anesthésique pour ajuster l'intensité de la suppression. Des équipements médicaux émergent pour permettre de maintenir des niveaux d'inactivité appropriés plus précis grâce à l'utilisation d'algorithmes de suivi.